# 九真郡
九真郡，中國古代的郡，位於今越南北中部。
該地秦時屬於象郡，趙佗稱王後，分其地為交趾、九真二郡，屬南越四郡之一。漢武帝於元鼎六年（前111年）滅南越國，仍置九真郡，属交趾刺史部。漢平帝元始二年（西元2年），有三萬五千餘戶，人口十六萬六千餘人。下轄七縣：胥浦縣（新朝稱驩成縣）、居風縣、都龐縣、餘發縣、咸驩縣、無功縣、無編縣。新朝時九真郡改稱之為九真亭，東漢時復名九真郡，有四萬六千戶，人口二十萬九千餘人。
東吳時由九真郡分出九德郡。南朝時，九真郡轄十二縣：移風縣、胥浦縣、松原縣、高安縣、建初縣、常樂縣、軍安縣、武甯縣、都龐縣、甯夷縣、津梧縣。南朝梁時，九真郡治設於愛州。
唐朝天寶元年（742年），改愛州為九真郡，領九真縣、安順縣、崇平縣、軍寧縣、日南縣、無編縣，共六縣，四千七百戶。五代十國時期，安南獨立，九真郡盡為安南領土。